# Gaglianico
Gaglianico (pronuncia: Gaglianìco; Gajanìn in piemontese) è un comune italiano di 3 783 abitanti della provincia di Biella in Piemonte.

## Geografia fisica
Il territorio comunale si trova nella pianura biellese poco a sud del capoluogo ad una quota che va dai circa 370 m s.l.m. nella sua porzione settentrionale ai 305 m al confine con Verrone, a sud.

## Origini del nome
Il nome del comune deriva forse dal patronimico latino Gallianus; una seconda interpretazione fa invece derivare il nome del paese dalla presenza di abitatori di origine celtica, ai quali ci si riferiva con i termini Gaul o Caul.

## Storia
Nel 1992 il comune di Gaglianico è passato dalla provincia di Vercelli (VC) alla provincia di Biella (BI). Il codice ISTAT del comune prima della variazione era 002060.
Dal 1997 il nuovo CAP del comune è 13894. Il vecchio codice postale era 13052.

### Simboli
(D.P.R. del 25 marzo 1993)
Lo stemma, concesso assieme al gonfalone con D.P.R del 25 marzo 1993, ha sostituito uno precedente, usato per quasi un secolo, troppo somigliante a quello del Ducato di Savoia.
Il gonfalone è un drappo di azzurro.

## Monumenti e luoghi d'interesse

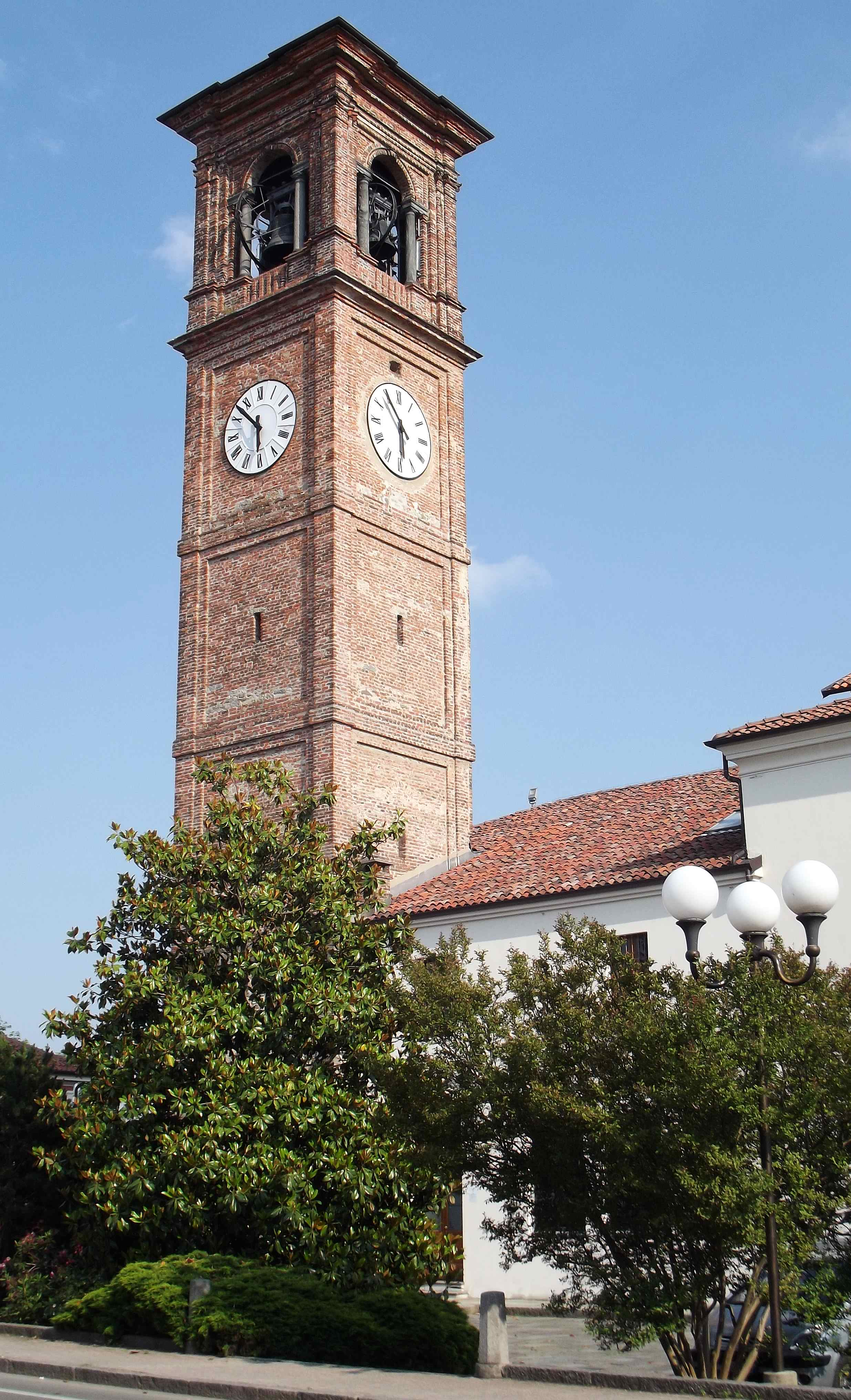
La torre campanaria

### Architetture religiose
- Chiesa parrocchiale S. Pietro: è un rifacimento seicentesco/settecentesco di un edificio menzionato nei documenti fin dal 1207. Il campanile fu completato nel 1727 e si deve, come la facciata, al Siletti di Mongrando.[5]
- Oratorio di San Rocco, sulla vecchia strada per Sandigliano, con affreschi del 1526. [8]

### Architetture civili
- Castello di Gaglianico: a pianta quadrangolare è forse il meglio conservato tra i castelli del Biellese.[9]

## Società

### Evoluzione demografica
Abitanti censiti

## Infrastrutture e trasporti
Nonostante la sua piccola estensione il comune è attraversato da due strade statali (la SS 143 Vercellese e la SS 230 di Massazza) e dalla ferrovia Biella-Santhià.
Tra il 1890 e il 1933 Gaglianico fu servito dalla tranvia Vercelli-Biella e, dal 1925 al 1951, dalla tranvia Biella-Borriana.

## Amministrazione

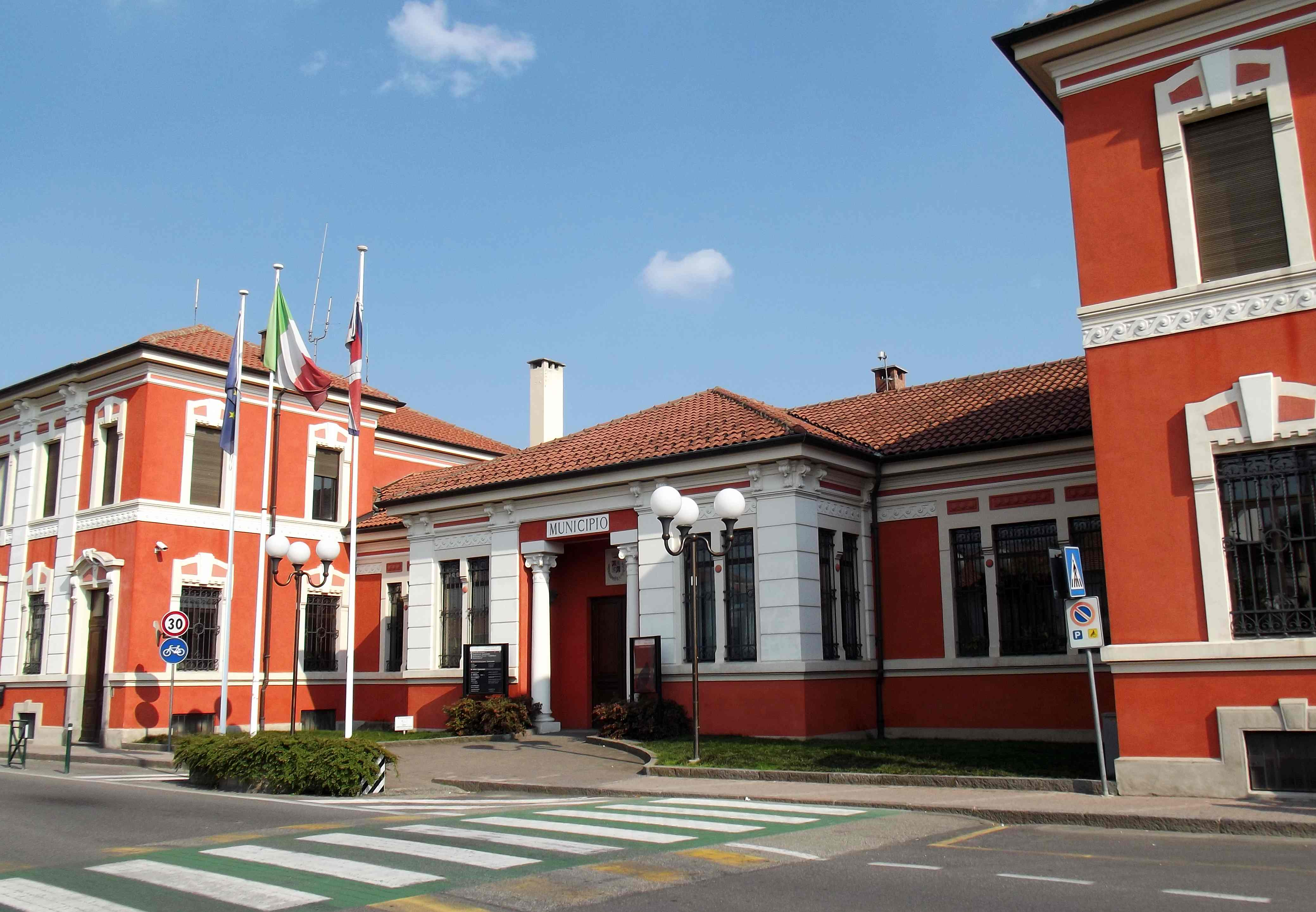
Il municipio

| * | Sindaci eletti dal Consiglio comunale e non dai cittadini (1946-1995). |

| Periodo | Periodo   | Primo cittadino      | Partito                             | Carica  | Note       |
| ------- | --------- | -------------------- | ----------------------------------- | ------- | ---------- |
| 1995    | 1999      | Mauro Borri Brunetto | lista civica                        | Sindaco | *          |
| 1999    | 2004      | Paolo Maggia         | lista civica                        | Sindaco |            |
| 2004    | 2009      | Paolo Maggia         | lista civica                        | Sindaco | 2º mandato |
| 2009    | 2014      | Andrea Quaregna      | lista civica                        | Sindaco |            |
| 2014    | 2019      | Paolo Maggia         | lista civica Insieme per Gaglianico | Sindaco | [ 12 ]     |
| 2019    | 2024      | Paolo Maggia         | lista civica Insieme per Gaglianico | Sindaco | 2º mandato |
| 2024    | in carica | Paolo Maggia         | lista civica Insieme per Gaglianico | Sindaco | 3º mandato |

## Sport
Il calcio, l'atletica, le bocce e la pallavolo sono tra i fiori all'occhiello delle società sportive operanti sul suolo comunale.

### Pallavolo
La società sportiva Gaglianico Volley School (GVS) è stata fondata nel 2003 e si occupa di promuovere l'attività della pallavolo giovanile sul territorio.
Rivolge la sua maggiore attività ai giovani atleti che, a partire dai 6/7 anni, possono avvicinarsi a questo sport, iniziando dal minivolley.
Affiliata sia alla FIPAV, dove partecipa a vari campionati femminili, come la Serie D, Under 18, Under 16, Under 14, Under 13, Under 12 e Minivolley; sia alla PGS, dove è presente nel campionato femminile giovanile e nel CSI con due formazioni, una femminile e una mista open, nei relativi campionati.
Nel 2016/2017 per la prima volta la formazione biancoblu (questi i colori sociali) principale ha partecipato ad un campionato regionale conquistando un'agevole salvezza; la stagione successiva hanno terminato al terzo posto della Serie D, con conseguente accesso alle fasi di playoff promozione. Nella stessa annata le classi 2003 e 2004 hanno disputato un ottimo campionato Under 14 acquisendo così il diritto societario per la disputa del Campionato di Eccellenza Territoriale.
Nella stagione sportiva 2017/2018 hanno partecipato ai campionati femminili Fipav di Serie D, concluso al terzo posto, Under 18, Under 16, Under 14 Elite, Under 14, Under 13, Under 12, Under 12 4vs4; inoltre, sempre in ambito Fipav, hanno partecipato ai vari concentramenti di MiniVolley e Palla Rilanciata.
Nella stagione 2018/2019 è proseguita la crescita qualitativa che ha portato la Prima Squadra, Gilber Gaglianico Volley School, a vincere il Campionato con una giornata di anticipo, conquistando la promozione in Serie C con allenatori Stefano Toniolo e Paolo Garizio.